# 范陽盧氏
范陽盧氏，中国中古时代一个以范阳郡为郡望的卢姓士族。
范陽盧氏出自姜姓，爲齊國後裔，因封地盧邑（今山東省長清縣）而受姓盧氏。秦漢時代，盧氏子孫遷居至涿水一帶之后，定居涿县。東漢末年，盧植平定了黃巾之亂，卢氏从此起家。南北朝时期，范阳卢氏进一步崛起，在李冲的策划之下，范阳卢氏与清河崔氏、太原王氏、荥阳郑氏得以与北魏皇室缔结婚姻，被魏孝文帝定为四姓，范阳卢氏一族娶了三位北魏公主，当时人都认为是荣耀。唐朝时期范阳卢氏仍是山东郡姓的一流门第，位列七姓十家，有八个宰相。

## 姓源
盧氏起源於齊國的公族，是太公望的後裔。齊文公的兒子公子高以盧為采邑，後代就以此為氏。田和篡齊，盧氏輾轉遷徙至燕秦之間。秦有博士敖，子孫家于涿水之上，其後以范陽作為其郡望。

## 郡望
盧氏郡望范陽郡涿縣。秦朝設置上谷郡，漢高祖時將上谷郡分為涿郡及廣陽國，故後漢書記載盧植：「涿郡涿人也。」三國時，魏設立范陽郡，晉分為燕、范陽二國，屬於幽州。後周置燕、范陽二郡。隋初並廢郡，隋煬帝併置涿郡。唐朝時為幽州或為范陽郡。

## 房支
- 南祖，西晋司空从事中郎，后赵侍中、中书监卢谌长子卢勗的后裔，号称南祖
- 北祖，西晋司空从事中郎，后赵侍中、中书监卢谌第四子卢偃的后裔，号称北祖

### 南祖房支
- 南祖大房，始祖不详，唐朝卢耜、卢公弼的墓志均记载两人出自南祖大房

### 北祖房支

#### 北祖四房

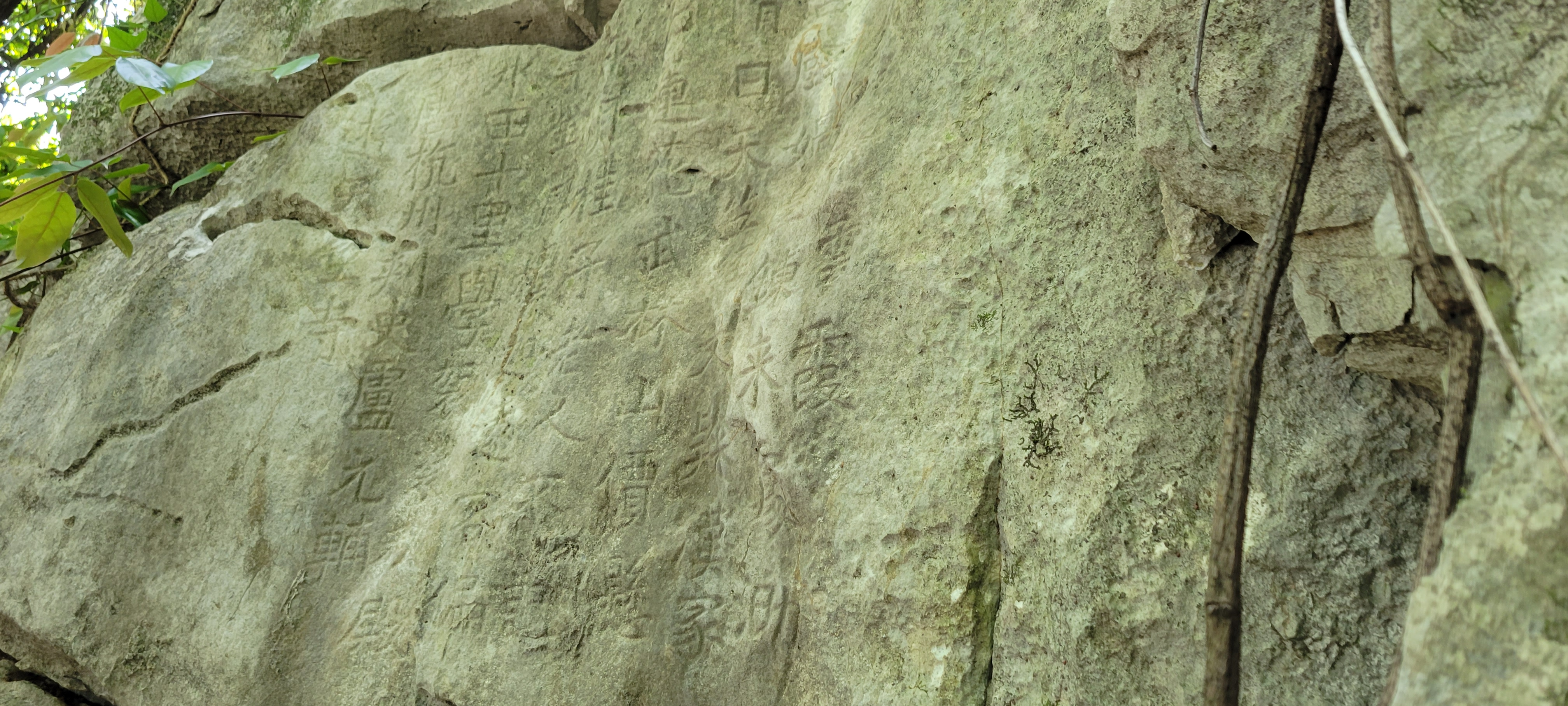
北祖第三房杭州刺史盧元輔在杭州留下的詩刻

卢偃曾孙北魏平东将军、青州刺史、固安惠侯卢度世生有四子，分为四房
- 北祖大房，卢度世长子秘书监、固安懿伯卢渊的后裔，号大房
- 北祖第二房，卢度世次子议郎卢敏的后裔，号第二房
- 北祖第三房，卢度世第三子散骑常侍、镇西将军、雍州刺史卢昶的后裔，号第三房
- 北祖第四房，卢度世第四子前将军、光禄大夫卢尚之的后裔，号第四房

#### 帝师房
- 帝师房，卢偃玄孙北魏太常丞卢静的三个儿子卢景裕、卢辩、卢光分别为齐文襄帝高澄、周武帝宇文邕、魏恭帝拓跋廓的老师，家族因此号称帝师房[6]，分为四房[7]

### 禁婚家
显庆四年，唐高宗下禁婚诏，禁止七姓十家互相通婚，范阳卢氏有三家在其中。
- 北魏平东将军、青州刺史、固安惠侯卢度世的四子
- 北魏幽州别驾卢辅的六子
- 后燕征北大将军、幽州刺史卢溥的诸子

### 房
中央研究院历史语言研究所研究员毛汉光指出，《新唐书》宰相世系表中卢氏世系的条末并没有提及“卢氏定著某某房”字样，与其他大士族世系末尾的通例不合，毛汉光推测除北祖四房以外范阳卢氏还有定著房定著支但在唐朝未见拜相。

## 唐朝科举
在唐朝兴元元年（784年）至乾符二年（875年）的九十二年中，有两年停了科举，在剩余的九十年中，范阳卢氏考中进士科者有116人，进士科以外的还没算入在内。但是世人都说范阳卢氏没有主考官，唐朝建立之后只有景云二年（711年）的考功员外郎卢逸掌管贡举考试，之后就没后继者了，韦保衡常觉得奇怪。咸通十三年（872年），卢庄为近侍次官，韦保衡打算任命他执掌礼部，可是卢庄在七月份去世。宰相卢携当时在中书门下，认为是本族的耻辱。广明元年（880年），卢携下堂帖将陕州中丞卢渥追回朝主持考试。帖经考试后，黄巢攻入长安，唐僖宗逃到蜀中，侍郎韦昭度在当地代替卢渥主持，放榜十二人。

## 著名族人

### 宰相
- 卢承庆，出自北祖大房，唐高宗宰相
- 卢商，出自北祖第二房，唐宣宗宰相
- 卢翰，出自北祖第二房，唐德宗宰相
- 卢迈，出自北祖第二房，唐德宗宰相
- 卢怀慎，出自北祖第三房，唐玄宗宰相
- 卢杞，出自北祖第三房，唐德宗宰相
- 卢携，唐僖宗宰相
- 卢光启，唐昭宗宰相
- 卢程，出自北祖第二房，后唐庄宗宰相
- 卢文纪，出自北祖第四房，后唐末帝宰相
- 卢多逊，出自北祖第四房，宋太宗赵匡义宰相

### 驸马
- 卢道裕，出自北祖大房，娶魏献文帝拓跋弘之女乐浪公主
- 卢道虔，出自北祖大房，娶魏孝文帝元宏之女济南公主
- 卢元聿，出自北祖第三房，娶魏孝文帝元宏之女义阳公主

### 其他
- 盧植：東漢名臣，曾平定黃巾之亂
  - 盧毓：曹魏政治家，盧植之子
- 盧循：東晉叛軍將領
- 盧照鄰：唐朝著名詩人
- 盧綸：中唐詩人，精於邊塞詩